# U-KISS
U-KISS (Koreaans: 유키스, Japans: ユーキス) is een Zuid-Koreaanse groep, gevormd door NH Media in 2008. U-KISS staat voor Ubiquitous Korean International idol Super Star. De groep bestaat uit vijf jongens; Soohyun, Kiseop, Eli, Hoon en Jun.
In 2008 maakte de groep zijn debuut met het nummer "Not Young" van het minialbum New Generation (N-Generation). De groep werd bekend door het nummer "Man Man Ha Ni" (2009) van zijn minialbum ContiUKiss. In februari 2010 bracht U-KISS het eerste volledige album Only One uit en trad de groep op met het nummer "Bingeul Bingeul". In september 2011 werd het tweede volledige album uitgebracht, getiteld Neverland. In november dat jaar maakte U-KISS officieel zijn debuut in Japan met het nummer "Tick Tack". In 2012 bracht U-KISS zijn eerste volledige Japanse album uit, A Shared Dream en trad op met het nummer "Forbidden Love". In 2012 bracht U-KISS nog eens drie albums uit: DoraDora, The Special to Kiss Me en Stop Girl.

## Leven en carrière

### 2008: tot het debuut
U-KISS begon in 2008 met zes jongens. Kibum en Kevin waren voorheen leden van de groep Xing, maar verlieten die groep in 2007. De andere vier leden waren individueel geselecteerd via audities. Op 15 augustus 2008 maakte de groep zijn debuut tijdens de Power of tAtmix 08 met het nummer "Not Young". Het eerste mini-album met de titel New Generation (N-Generation) werd op 28 augustus 2008 uitgebracht. Op 3 september 2008 was de groep voor het eerst te horen, op de Zuid-Koreaanse muziek-tv-zender Mnet. Yoshimoto Group, een populair entertainmentbedrijf, stak 150 miljard won(106 miljoen euro) in de groep om ze een internationaal imago te geven. De leden van U-KISS beheersen meerdere talen en hebben verschillende nationaliteiten.

### 2009-10: tv-optredens en eerste concert
U-KISS bracht zijn tweede mini-album Bring It Back 2 Old School in 2009 uit met het titelnummer "I Like You". Het derde mini-album ContiUKiss werd uitgebracht en het zevende lid, Lee Kiseop, werd geïntroduceerd. Het titelnummer “Man Man Ha Ni” zorgde ervoor dat U-KISS populairder werd dan ooit tevoren. In 2010 werd het vierde mini-album Break Time met de title track "Shut Up" uitgebracht. Het eerste volledige album, Only One, werd uitgebracht op 3 februari 2010 en het nummer "Bingeul Bingeul" werd het hoogst genoteerde nummer van U-KISS. Het album topte de Hanteo Charts, een van de belangrijkste Koreaanse hitlijsten die de verkoop van CD's bijhoudt, in slechts een dag. U-KISS promootte het album in verschillende winkelcentra in de Filipijnen en braken het record van meest verkochte albums bij lancering door meer dan 1000 exemplaren te verkopen in slechts een dag. Door het grote succes hield de groep zijn eerste grote concert in de Filipijnen; U-KISS First Kiss Tour in Manila. Naast zijn muzikale carrière speelde U-KISS in zijn eigen televisie shows; All About U-KISS, U-KISS Vampire en Chef Kiss. Kevin en Xander werden lid van Arirangs radioshow Pops in Seoul en presenteerde het “All About You” segment. Later werd ook Eli toegevoegd aan de show. Kiseop verscheen in de show Uljjang Shidea 2 (Pretty Boys and Girls season 2). Dongho verscheen in verschillende shows: The Invincible Baseball Team, Idol Maknae Rebellion en de film My Black Mini Dress. Kibum en Eli speelde in het drama Autumn’s Destiny, waarin de stemmen werden gedubd wegens onvoldoende beheersing van de taal.

### 2011-2012: veranderingen en Japanse carrière
NH Media maakte bekend dat ze plannen hadden om U-KISS te laten debuteren in Amerika. De groep nam meer dan 100 nummers op voor het album, maar door beëindiging van de contracten van Alexander en Kibum ging het album niet door. Alexander en Kibum verlieten de groep in 2011 en werden vervangen door Kim Jae Seop (AJ), ex-lid van Paran, en Yeo Hoon Min (Hoon). De nieuwe U-KISS maakte zijn comeback op 30 maart met zijn vijfde mini-album Bran New Kiss en traden op met het nummer "0330". U-KISS bracht in september zijn tweede volledige album uit, Neverland, en traden op met de nummers “Neverland” en “Someday”. Vanaf 8 juni 2011 verbleef de groep in Japan en tekende bij muzieklabel Avex Japan. In 2011 bracht de groep zijn eerste originele Japanse single uit, “Tick Tack”. Na groot succes van Tick Tack, bracht U-KISS in 2012 het eerste volledige album uit A Shared Dream.
In 2012 was U-KISS onderdeel van verscheidene concerten in Singapore, Taiwan, Macau en Parijs. In April werd de groep uitgenodigd op te treden bij Los 40 Principales en zijn hiermee de eerste K-pop idols die optreden en fanmeeting houden in Cambodja. In maart startte de "U-KISS 1st Japan Live Tour 2012" in Japan, een concert toer die plaatsvond in de Zepp Hall in verschillende steden in Japan. Door groot succes van de tour werden er in juli twee extra shows toegevoegd aan de tour.
Na acht maanden afwezig te zijn kwam U-KISS in April opnieuw met een album: DoraDora. Het album bevatte onder andere het nummer “Amazing” dat gecomponeerd is door AJ en het nummer “4U” dat speciaal voor U-KISS werd geschreven door goede vriend en artiest Jay Park. Op 5 juni werd er een speciaal album uitgebracht speciaal voor de fans. Het album genaamd The Special to Kissme bevatte het nummer “Believe”, dat wederom door AJ gecomponeerd is.
Op 29 juli werd tijdens de Japanese Live Tour bekendgemaakt dat AJ vanaf augustus de groep voor 5 maanden zou verlaten om zijn studie aan de Columbia-universiteit te voltooien. Tijdens zijn afwezigheid bracht U-KISS zijn vijfde Japanse single uit, "One of You". In september werd het zevende mini-album, Stop Girl, dat Engelse en Koreaanse nummers bevat, uitgebracht. AJ slaagde erin om nog 3 van de 5 nummers op te nemen voor zijn vertrek naar Amerika. Tijdens de promotie van Stop Girl werd Dongho opgenomen in het ziekenhuis wegens long problemen en trad de groep tijdelijk op zonder het jongste lid.

### 2013
In februari 2013 bracht U-KISS opnieuw een Japanse single uit, "Alone". Meteen de maand erna, kwam U-KISS terug met een studioalbum in Korea, "Collage" genaamd. De promotietrack van het album is "Standing Still". Op het album staan verschillende soorten muziek, waaronder ook solo's en duetten van/tussen de leden.
Op 25 april maakte hun eerste sub-unit, genaamd uBEAT, hun debuut. De sub-unit bestaat uit de leden Eli en AJ. Op het album had vocalist Kevin een feature. Tegelijkertijd was dit album ook U-KISS' repackage album van Collage.

## Leden

### Huidige leden
| Stagenaam | Hangul | Naam          | Hangul | Geboortedatum    | Positie            | Talen                             |  |
| --------- | ------ | ------------- | ------ | ---------------- | ------------------ | --------------------------------- |  |
| Soohyun   | 수현   | Shin Soohyun  | 신수현 | 11 maart 1989    | Leider, leadzanger | Koreaans, Japans                  |  |
| Kiseop    | 기섭   | Lee Kiseop    | 이기섭 | 17 januari 1991  | Sub-zanger         | Koreaans, Japans                  |  |
| Eli       | 일라이 | Kim Kyoungjae | 김경재 | 13 maart 1991    | Rapper             | Koreaans, Engels, Japans, Chinees |  |
| Hoon      | 훈     | Yeo Hoonmin   | 여훈민 | 16 augustus 1991 | Zanger             | Koreaans, Japans                  |  |
| Jun       | 준     | Lee Junyoung  | 이준영 | 22 januari 1997  | Rapper, zanger     | Koreaans                          |  |

### Oud-leden
| Stagenaam | Hangul   | Naam                                       | Geboortedatum    | Positie        | Talen                                                           |  |
| --------- | -------- | ------------------------------------------ | ---------------- | -------------- | --------------------------------------------------------------- |  |
| Kevin     | 케빈     | Woo Sunghyun (우성현)                      | 25 november 1991 | Zanger         | Koreaans, Engels, Japans                                        |  |
| AJ        | 에이제이 | Kim Jaeseop (김재섭)                       | 4 juni 1991      | Rapper, zanger | Koreaans, Engels, Japans                                        |  |
| Dongho    | 동호     | Shin Dongho (신동호)                       | 29 juni 1994     | Rapper         | Koreaans, Chinees, Japans                                       |  |
| Xander    | 산더     | Alexander Lee Eusebio (알렉산더이유세비오) | 29 juli 1988     | Rapper         | Koreaans, Engels, Japans, Chinees, Spaans, Portugees, Kantonees |  |
| Kibum     | 기범     | Kim Kibum (김기범)                         | 29 december 1990 | Zanger         | Koreaans, Japans, Engels                                        |  |

## Discografie

### Studioalbums
- 2010: Only One
- 2011: Neverland
- 2013: Collage

### Japanse studioalbums
- 2012: A Shared Dream
- 2013: Inside of Me
- 2014: Memories

### Ep's
- 2008: New Generation
- 2009: Bring It Back 2 Old School
- 2009: ContiUkiss
- 2010: Break Time
- 2011: Bran New Kiss
- 2012: DoraDora
- 2012: The Special to Kiss Me
- 2012: Stop Girl
- 2013: Moments
- 2014: Mono Scandal

### Singles
- 2011: 평생 (For Kiss Me)[15]
- 2012: Cinderella[16]
- 2012: Gangsta Boy

### Japanse singles
- 2011: Tick Tack
- 2012: Forbidden Love
- 2012: Dear My Friend
- 2012: One of You[17]
- 2012: Distance

### Dvd's
- 2011: U-KISS 1st Kiss Tour in Manila (alleen Filipijnen)
- 2011: U-KISS First Kiss Live in Tokyo and Osaka (alleen Japan)
- 2011: Seoul Train with U-KISS (alleen Japan)
- 2012: U-KISS Days in Japan Volume 1
- 2013: U-KISS Live in Budokan

## Filmografie

### Tv-programma's
- 2008: You Know U-KISS
- 2009: All About U-KISS
- 2009: U-KISS Vampire
- 2010: Chef Kiss
- 2010: Raising Idols (Dongho & Eli)
- 2012: Star Kitchen with U-KISS (Kevin, AJ & Eli)
- 2012: K-Pop Tasty Road (Eli)[18]
- 2013: U-KISSme?
- 2013: Kanzume!! TV Magazine Show
- 2014: "Go U-KISS!"

### Drama's
- 2010: I Am Legend (UKISS) (Korea)[19]
- 2010: Autumn Destiny (Eli & Kibum) (Thailand)[20]
- 2011: Royal Family (Korea) (Dongho)
- 2011: Real School (Dongho,Kiseop & Eli) (Korea)[21]
- 2012: Holy Land (Dongho & Hoon)(Korea)
- 2012: The Strongest K-POP Survival (cameo) (Korea)
- 2013: Beautiful Man (Hoon) (Korea)

### Films
- 2010: Villain & Widow (Dongho)[22]
- 2011: Mr. Idol (cameo)
- 2011: My Black Mini Dress (Dongho)[23]
- 2012: Don't Cry, Mommy (Dongho)[24]

### Musicals
- 2010: On Air Live (Kevin)
- 2011: Summer Snow (Kevin & Soohyun)
- 2011: When A Man Loves (Hoon)
- 2013: Goong (Kiseop & Hoon)
- 2014: Goong (Soohyun, Kiseop, Hoon & Kevin)